# Protonitazepina
La protonitazepina (N-pirrolidino protonitazeno) es un derivado del benzimidazol con efectos opioides, que se ha comercializado como droga de diseño por internet. Se mencionó por primera vez a mediados de 2022 y se identificó definitivamente en incautaciones de drogas en Canadá a principios de 2023 y en Irlanda a finales de 2023. Es un análogo del etonitazeno en el que el grupo etoxi se ha extendido a propoxi y la sustitución N,N-dietil se ha ciclado en un anillo de pirrolidina. Si bien aún no se han realizado estudios formales sobre su farmacología, se cree que es ligeramente menos potente que el análogo etoxi, la etonitazepina, pero sigue siendo un potente opioide.